# La Ferté-sous-Jouarre
La Ferté-sous-Jouarre är en kommun i departementet Seine-et-Marne i regionen Île-de-France i norra Frankrike. Kommunen ligger i kantonen La Ferté-sous-Jouarre som tillhör arrondissementet Meaux. År 2022 hade La Ferté-sous-Jouarre 10 004 invånare.

## Befolkningsutveckling
Antalet invånare i kommunen La Ferté-sous-Jouarre
| Referens: INSEE |